# Gregg Avedon
Gregory Michael Avedon (Miami, 25 settembre 1965) è un supermodello e attore statunitense, ha lavorato con grandi stilisti come Giorgio Armani, Dolce & Gabbana, Krizia, Hugo Boss, Donna Karan, Gianni Versace, Trussardi, Yves Saint Laurent, Gianfranco Ferré e Valentino Garavani e apparso su riviste e cataloghi come Esquire, GQ, Vanity Fair, L'Uomo Vogue, Harper's Bazaar, Cosmopolitan, International Male e Men's Health in cui è apparso in copertina sedici volte nelle versioni di molti paesi.
Avedon è nato e cresciuto a Miami, dove si è laureato all'Università della Florida in graphic design. Avedon fu scoperto da un talent scout in un centro commerciale locale, da lì cominciò a lavorare come modello. Ha lavorato anche presso una agenzia di grafica, a Tallahassee, e dopo un anno è tornato a casa a Miami, per lavorare come artista freelance. Nel 1996 Avedon ha iniziato a studiare recitazione a New York. Da lì appare in numerosi spot pubblicitari per Gillette, Samsung e Ford. Avedon è stato sulla copertina di Men's Health più di chiunque altro uomo, con 20 copertine. Diventato personal trainer, ha anche scritto una colonna editoriale di successo nella rivista Men's Health chiamato "Muscle Chow", che divenne un bestseller. Avedon ha attualmente scritto due libri: "Muscle Chow" (Rodale) e "The 14-Day Get Lean Diet"; entrambi parlano di salute, forma fisica e nutrizione.

## Filmografia

### Cinema
- The 17th Man, regia di Eva Jin - cortometraggio (2004)
- Recipe for Grieving, regia di Brian Worsley - cortometraggio (2004)

- Complete Guide to Guys, regia di Jeff Arch (2005) - non accreditato

### Televisione
- Burn Notice - Duro a morire (Burn Notice) - serie TV, episodio 2x11 (2009)